# Rivière Kempt Nord
Pour les articles homonymes, voir Kempt.
La rivière Kempt Nord est un cours d'eau douce traversant le canton de Fauvel, dans le territoire non organisé de Rivière-Nouvelle et le canton de Mann dans la municipalité de Pointe-à-la-Croix, dans la municipalité régionale de comté (MRC) d'Avignon, au Sud de la péninsule gaspésienne, dans la région administrative de Gaspésie-Îles-de-la-Madeleine, au Québec, au Canada.
La rivière Kempt Nord est un affluent de la rive Est de la rivière Kempt, laquelle descend vers le Sud jusqu'à la rive Nord de la rivière Ristigouche, s'y déversant face au secteur d'Atholville (Nouveau-Brunswick). La rivière Ristigouche coule vers l'Est pour se déverser sur la rive Ouest de la baie des Chaleurs ; cette dernière s'ouvre à son tour vers l'Est dans le golfe du Saint-Laurent.
Le secteur de la rivière Kempt Nord est accessible par la route 132 jusqu'au village de Restigouche, laquelle longe la rive Nord de la baie des Chaleurs ; puis par la route traversant la réserve indienne de Ristigouche en direction Nord en passant par le hameau Saint-Conrad.

## Géographie
La rivière Kempt Nord prend sa source à l'exutoire du lac Dubé (longueur : 0,4 km ; altitude : 367 m) en zone forestière, dans le canton de Fauvel, dans le territoire non organisé de Rivière-Nouvelle. Cette source est située à :
- 3,1 km au Nord-Est de la limite du canton d'Assemetquagan ;
- 10,6 km au Nord de la confluence de la rivière Kempt Nord ;
- 15,5 km au Nord de la confluence de la rivière Kempt Est ;
- 5,4 km au Sud d'une courbe de la rivière Assemetquagan, un affluent de la rivière Matapédia.

La rivière Kempt Nord coule du côté Nord de la réserve indienne Restigouche ; au Sud de la rivière Assemetquagan ; à l'Ouest de la rivière Kempt Est et de la rivière Escuminac ; ainsi que du côté Est de la rivière Kempt.
À partir de sa source, le cours de la rivière Kempt Nord descend vers le Sud sur 11,1 km selon les segments suivants :
- 6,1 km vers le Sud-Est dans le canton de Fauvel, jusqu'à la limite du canton de Mann ;
- 5,0 km vers le Sud-Est dans le canton de Mann, dans une petite vallée encaissée, jusqu'à la confluence de la rivière[2].

La rivière Kempt Nord se déverse sur la rive Nord de la rivière Kempt Est laquelle coule vers le Sud-Ouest jusqu'à la rive Ouest de la rivière Kempt. La confluence de la rivière Kempt Nord est située à :
- 2,2 km au Nord-Ouest de la limite Nord de la réserve indienne de Ristigouche ;
- 7,3 km au Nord-Ouest de la confluence de la rivière Kempt Est ;
- 14,0 km au Nord du pont enjambant la rivière Ristigouche pour relier la ville de Campbellton (au Nouveau-Brunswick) et le village de Pointe-à-la-Croix (au Québec).

## Toponymie
Le toponyme rivière Kempt Nord a été officialisé le 5 décembre 1968 à la Commission de toponymie du Québec